# Ernst Toch
Ernst Toch (Leopoldstadt, 7 dicembre 1887 – Santa Monica, 1º ottobre 1964) è stato un compositore e pianista austriaco, è uno dei compositori d'avanguardia nel regime nazista che andò in esilio dopo l'ascesa di Hitler.

## Biografia
Toch nacque a Leopoldstadt, Vienna, nella famiglia di un umile pellettiere ebreo al tempo in cui la città era al suo zenit culturale del XIX secolo. Egli studiò filosofia all'Università di Vienna, medicina ad Heidelberg e musica allo Dr. Hoch's Konservatorium (1909-1913) a Francoforte sul Meno, scegliendo dunque di dedicarsi alla composizione, e continuando la sua formazione da autodidatta.
È stato docente dell'Accademia Zuschneid di Francoforte, Berlino, New York, Los Angeles e altre università americane. Il suo strumento principale era il pianoforte, ed egli era un pianista di grande spessore, che nelle sue esibizioni godeva del plauso del pubblico in gran parte dell'Europa occidentale. Molte delle sue composizioni erano concepite per pianoforte.
Toch continuò a crescere come artista e compositore nel corso della sua vita adulta, e in America arrivò ad influenzare intere nuove generazioni di compositori. Le sue prime composizioni risalgono circa al 1900; si trattava di pastiche ispirati a Mozart (Streichquartette, 1905 Stammbuchverse für Klavier). Il suo primo quartetto fu eseguito a Lipsia nel 1908, e il sesto (Opus 12, 1905) nell'anno 1909. Nel 1909, la sua Sinfonia da Camera in Fa maggiore (scritta nel 1906) vinse il Premio Mozart che permise di studiare pianoforte insieme a Will Rehberg e Iwan Knorr. Da allora in poi, Toch si dedicò all'essere un compositore a tempo pieno. Vinse il premio Mendelssohn per la composizione nel 1910. Nel 1913, venne nominato lettore di pianoforte e composizione al College of Music di Mannheim. Dopo aver vinto altri cinque prestigiosi premi per le sue composizioni, prestò servizio nell'esercito sul Fronte Italiano per quattro anni nel corso della prima guerra mondiale. Nel 1916 sposò Lilly Zwack, la figlia di un banchiere.
Finita la guerra, ritornò a Mannheim per comporre sviluppando un nuovo stile di polifonia. Ricevette il dottorato di ricerca dall'Università di Heidelberg nel 1921. Iniziò poi a insegnare al Conservatorio di Mannheim, dove uno dei suoi allievi fu Hugo Chaim Adler.
In seguito alla conquista del potere da parte di Hitler nel 1933, Toch si ritrovò esule, prima a Parigi e poi a Londra, dove scrisse varie colonne sonore. Nel 1935, egli accettò una richiesta dalla New School che lo invitava a New York. Avrebbe potuto, in ogni caso, assicurarsi la vita in California solo componendo 16 colonne sonore per i film di Hollywood, di cui 3 hanno vinto il Premio Oscar. Diversamente dal collega Erich Wolfgang Korngold, in ogni caso, Toch non ottenne mai molta attenzione nell'industria e venne raramente ben compensato economicamente. La sua musica di sottofondo per la scena dell'inseguimento nel film Heidi del 1937 con Shirley Temple rimane forse il suo pezzo di musica per il cinema più conosciuto.
Egli risiedette in California in qualità di professore alla University of Southern California, dove insegnava musica e filosofia. Era anche un docente ospite all'Università di Harvard. Egli scrisse inoltre un libro di teoria musicale, The Shaping Forces In Music (1948). Dal 1950 in poi, compose sette sinfonie, la terza delle quali (Opus 75, 1954) ricevette il Premio Pulitzer tre anni più tardi. In questi ultimi lavori, egli tornò allo stile tardo-romantico che aveva caratterizzato i suoi primi anni.
Nel 1950 è stato docente di musica e filosofia alla University of Southern California e compose diverse sinfonie con stile romantico.
Nel 1958, fu insignito dell'Ordine al merito di Germania (Gran Croce al Merito).
Morì all'età di 71 anni a Santa Monica, in California, e venne sepolto nel Westwood Village Memorial Park Cemetery di Los Angeles. Egli è il nonno degli scrittori Lawrence Weschler e Toni Weschler.

## Opere
Nelle sue opere è spesso evidente un aspetto umoristico (Bunte Suite 1929). Nel 1930 egli inventò la "Gesprochene Musik," l'idioma del "coro parlato". La sua composizione più eseguita è la Geographical Fugue, che egli stesso considerava un'irrilevante distrazione. Toch ha scritto colonne sonore, musica da camera, opere da camera, oltre a libri che trattavano di teoria musicale: Melodielehre (1923) e The Shaping Forces in Music (1948).
Toch era considerato uno dei grandi compositori d'avanguardia in epoca pre-nazista. Vinse il Premio Pulitzer per la musica nel 1956 per la sua Terza Sinfonia (eseguita per la prima volta dalla Pittsburgh Symphony Orchestra il 2 dicembre 1955).

### Sinfonie
- Sinfonia n. 1, Op. 72 (1950, pub. 1951)
- Sinfonia n. 2, Op. 73 (1951, pub. 1953)
- Sinfonia n. 3, Op. 75 (1955, pub. 1957)
- Sinfonia n. 4, per orchestra e voce recitata, Op. 80 (1957, pub. 1960)
- Sinfonia n. 5, Jephtha, Poema Rapsodico, Op. 89 (1963, pub. 1965)
- Sinfonia n. 6, Op. 93 (1963, pub. 1966)
- Sinfonia n. 7, Op. 95 (1964, pub. 1968)

### Concerti
- Concerto per violoncello e orchestra da camera, Op. 35 (1924, pub. 1925)
- Concerto per pianoforte e orchestra (Concerto per pianoforte n. 1), Op. 38 (1926, pub. 1926)
- Sinfonia per pianoforte e orchestra (Concerto per pianoforte n. 2), Op. 61 (1933, pub. 1933)

### Altre composizioni per orchestra
- Scherzo in Si minore, versione per orchestra, Op. 11 (1904, pub. c. 1905)
- Phantastishche Nachtmusik (Serenata Fantastica), per orchestra, Op. 27 (1920, pub. c. 1921)
- Cinque pezzi per orchestra da camera, Op. 33 (1924, pub. 1924)
- Komödie für Orchester in Einem Satz (Commedia per orchestra in un movimento), Op. 42 (1927, pub. 1927)
- Vorspiel zu einem Märchen (Preludio ad una fiaba), per orchestra, Op. 43a (1927, pub. 1927 come adattamento dall'ouverture della Principessa sul Pisello)
- Fanal (Faro) per organo e orchestra, Op. 45 (1928, pub. 1928)
- Bunte Suite (Suite colorata), per orchestra, Op. 48 (1928, pub. 1929)
- Kleine Ouvertüre zu der Fächer (Piccola ouverture al ventaglio), per orchestra, Op. 51 (1929, pub. 1929)
- Kleine Theater-Suite (Piccola suite teatrale), per orchestra, Op. 54 (1930, pub. 1931)
- Big Ben: Variation-Fantasy on the Westminster Chimes, per orchestra, Op. 62 (1934, pub. 1935)
- Pinocchio: A Merry Overture for Orchestra (1935, pub. 1937)
- The Idle Stroller Suite, per orchestra (1938, inedita)
- The Covenant (Sesto movimento dalla Genesis Suite), per orchestra e voce narrante (c. 1945, la partitura è andata perduta, ci sono registrazioni in nostro possesso)
- Hyperion: A Dramatic Prelude for Orchestra, Op. 71 (1947, pub. 1950)
- Circus: An Overture, per orchestra (1953, pub. 1954)
- Notturno, per orchestra, Op. 77 (1953, pub. 1957)
- Peter Pan, per orchestra, Op. 76 (1956, pub. 1956)
- Intermezzo per orchestra (1959, pub. 1962)
- Epilogo per orchestra (riorchestrazione del primo movimento della Idle Stroller Suite) (1959, pub. 1964)
- Breve storia per orchestra (1961, inedito)
- The Enamoured Harlequin, per orchestra, Op. 94 (1963, inedito)
- Sinfonietta per orchestra d'archi, Op. 96 (1964, pub. 1965)
- Variazioni sulla canzone popolare sveva "Muss i denn zum Städtele hinaus", per orchestra (1964, inedite)

### Musica da camera
- Quartetto d'archi n. 6 in La minore, Op. 12 (1904–1905, inedito)
- Sinfonia da camera in Fa maggiore, per flauto, oboe, clarinetto, fagotto, corno, 2 violini, violoncello e contrabbasso (1906, inedita)
- Quartetto d'archi n. 7 in Sol maggiore, Op. 15 (1908, inedito)
- Vom sterbenden Rokoko (Dal Rococò morente), per violino e pianoforte, Op. 16 (1909, pub. 1910)
- Duetti per due violini, Op. 17 (1909, pub. c. 1910)
- Romanza, per violino e pianoforte (c. 1910, pub. 1911)
- Serenada per tre violini, Op. 20 (1911, pub. 1912)
- Sonata per violino e pianoforte, Op. 21 (1912, inedita)
- Serenata (Spitzweg) per due violini e viola, Op. 25 (1916, pub. 1921)
- Quartetto d'archi no. 8 in Re bemolle maggiore, Op. 18 (1910, pub. 1911)
- Quartetto d'archi no. 9 in Do maggiore, Op. 26 (1919, pub. 1920)
- Quartetto d'archi no. 10 dal nome ‘Basso’, Op. 28 (1920, pub. c. 1923)
- Tanz-Suite (Suite di danze), per flauto, clarinetto, violino, viola, contrabbasso e strumento a percussione, Op. 30 (1923, pub. 1924, con aggiunta di archi opzionale)
- Quartetto d'archi no. 11, Op. 34 (1924, pub. 1924)
- Due divertimenti per duo d'archi, Op. 37 (1925, pub. 1926)
  - Divertimento n. 1, per violino e violoncello
  - Divertimento n. 2, per violino e viola
- Sonata per violino e pianoforte, Op. 44 (1928, pub. 1928)
- Sonata per violoncello e pianoforte, Op. 50 (1929, pub. 1929)
- Trio d'archi, per violino, viola e violoncello, Op. 63 (1936, pub. 1955)
- Quintetto per pianoforte, due violini, viola e violoncello, Op. 64 (1938, pub. 1947)
- Quartetto d'archi no. 12, Op. 70 (1946, pub. 1949)
- Dedica, per quartetto d'archi od orchestra d'archi (1948, pub. 1957)
- Adagio Elegiaco, per clarinetto e pianoforte (1950, pub. 1987)
- Quartetto d'archi no. 13, Op. 74 (1953–54, pub. 1961)
- Sonatinetta, per flauto, clarinetto e fagotto, Op. 84 (1959, pub. 1961)
- Tre improptu per strumento ad arco solo, Op. 90a, per violino, 90b, per viola, 90c per violoncello (1963, pub. 1965)
- Quartetto per oboe, clarinetto, fagotto e viola, Op. 98 (1964, pub. 1967)

### Ensemble di strumenti a fiato
- Spiel für Blasorchester (Divertimento per orchestra di fiati), Op. 39 (1926, pub. 1926, con première a Donaueschingen)
- Miniatur Ouvertüre per 2 flauti, oboe, clarinetto, clarinetto basso, 2 trombe, trombone e strumento a percussione (1932, pub. 1932)
- Cinque pezzi per strumenti a fiato e strumento a percussione, Op. 83 (1959, pub. 1961) per flauto, oboe, clarinetto, fagotto, 2 corni e strumento a percussione
- Sinfonietta per strumenti a fiato e strumento a percussione, Op. 97 (1964, pub. 1967) per 2 flauti, 2 oboi, 2 clarinetti, 2 fagotti, 2 corni, 2 trombe e strumento a percussione

### Pianoforte
- Melodische Skizzen (Schizzi Melodici), Op. 9 (1903, pub. c. 1903-1905)
- Tre preludi, Op. 10 (c. 1903, data di pubblicazione sconosciuta)
- Scherzo in Si minore, versione originale per pianoforte, Op. 11 (1904, pub. c. 1905)
- Stammbuchverse (Album Verses), Op. 13 (1905, pub. 1905)
- Begegnung (Incontro) (1908, inedito)
- Reminiszenzen (Reminiscenze), Op. 14 (1909, pub. 1909)
- Canone (Aus Dem Tagebuch) (1914, pub. 1915)
- Burlesken (Burlesque), Op. 31 (1923, pub. 1924)
- Tre pezzi per pianoforte, Op. 32 (1924, pub. 1925)
- Capriccetti, Op. 36 (1925, pub. 1925)
- Tanz-und-Spielstücke (Pezzi per ballare e giocare), Op. 40 (c. 1926, pub. 1927)
- Sonata per pianoforte, Op. 47 (1928, pub. 1928)
- Kleinstadtbilder (Echi da una piccola città), 14 pezzi per pianoforte moderatamente facili, Op. 49 (1929, pub. 1929)
- 5 × 10 Etudes, Op. 55-59 (1931, pub. 1931)
- Profili, Op. 68 (1946, pub. 1948)
- Ideas (Idee), Op. 69 (1946, pub. 1947)
- Diversions (Diversioni), Op. 78a (1956, pub. 1958)
- Sonatinetta, Op. 78b (1956, pub. 1958)
- (Canone senza nome) (1959, inedito)
- Tre piccole danze, Op. 85 (1961, pub. 1962)
- Riflessioni , Op. 86 (1962, pub. 1962)
- Sonata per pianoforte a quattro mani, Op. 87 (1962, pub. 1963)

### Altre composizioni per strumento solo
- Tre pezzi originali per il pianoforte elettrico Welte-Mignon (1926, inediti)
- Studio, per organo meccanico (1927, inedito)
- Due studi per violoncello solo (1930, pub. 1931)

### Opere liriche
- Die Prinzessin auf der Erbse [La principessa sul pisello], Op. 43 (1927, pub. 1927) Fiaba musicale in un atto; testo su ispirazione di H. C. Andersen di Benno Elkan; Ne esistono una versione inglese e una tedesca
- Egon und Emilie [Edgar ed Emily], Op. 46 (c. 1928, pub. 1938)Opera da camera in un atto; "Non un dramma famigliare" (Kein Familiendrama); testo di Christian Morgenstern ;Ne esistono una versione inglese e una tedesca
- Der Fächer  [Il ventaglio], Op. 51 (1929 o 1930, pub. 1930) Opera-capriccio in tre atti; testo di Ferdinand Lion. Der Fächer venne riscoperto e riprodotto per la prima volta dagli anni trenta dalla Bielefeld Opera diretta da Geoffrey Moull nel 1995.[4]
- Scheherazade: The Last Tale [Das letzte Märchen], Op. 88 (1962, pub. 1965)   Opera in un atto; testo di Melchior Lengyel, Traduzione inglese di Cornel Lengyel[5]

### Musica Corale
- An mein Vaterland (Alla mia Patria), Op. 23 (1913, inedito) per grande orchestra, organo, soprano solista, coro misto e coro di ragazzi
- Gesprochene Musik (Speaking Music), (1930). Solo il n. 1 dei tre di cui è composto è stato pubblicato
- Fuga geografica, per coro parlato (1930, pub. 1950) Primo pezzo della Gesprochene Musik
- Der Tierkreis (Lo Zodiaco), per coro femminile (1930, n. 1 e 2 pub. 1930, n. 3 inedito)
- Das Wasser (L'Acqua), Cantata sulla base di un testo di Alfred Döblin, Op. 53 (1930, pub. 1930) per tenore, baritono, voce narrante, coro, flauto, tromba, strumento a perussione e archi
- Cantata of the Bitter Herbs (Cantata delle Erbe Amare), Op. 65 (1938, ignota la data di pubblicazione) for soprano, contralto, tenore e baritono solisti, voce narrante, coro ed orchestra
- The Inner Circle (Il Cerchio Interiore), sei cori a cappella per coro misto, Op.67 (1945, rivisitati nel 1953, pub. 1953) Cui bono (Thomas Carlyle) / The Lamb (William Blake) / Extinguish my eyes (Rainer Maria Rilke) / O World, thou chosest not (George Santayana) / Have you not heard his silent step (Rabindranath Tagore) / 6. Goodbye, proud world (Ralph Waldo Emerson)
- Phantoms, Op.81 (1957, ignota la data di pubblicazione) per voci parlate maschili e femminili, coro parlato femminile, flauto, clarinetto, vibrafono, xilofono, timpani e strumento a percussione
- Song of Myself, per coro misto (1961, pub. 1961)
- Valse (Waltz), per coro parlato e strumento a percussione opzionale (1961, pub. 1962)

### Altre composizioni vocali
- Ich wollt, ich wär ein fisch (Avrei voluto essere un pesce), per voce acuta e pianoforte (1920, inedito)
- Die Chinesische Flöte (Il Flauto Cinese), Op. 29 (1922, pub. 1923) per soprano, 2 flauti, clarinetto, clarinetto basso, strumento a percussione, celesta e archi. Ne esistono una versione tedesca e una inglese.
- Nine Songs for Soprano and Piano, Op. 41 (1926, pub. 1928). Ne esistono una versione tedesca e una inglese.
- Music for Orchestra and Baritone, Op. 60 (1931, pub. 1932)
- Chansons sans paroles, per canto e piano (1940, inedite)
- Poems to Martha, per voce media e quartetto d'archi (1942, pub. 1943)
- There Is a Season for Everything, per mezzo-soprano, flauto, clarinetto, violino e violoncello (c. 1953, pub. 1953)
- Vanity of Vanities, per soprano, tenore, flauto, clarinetto, violino, viola e violoncello (1954, ignota la data di pubblicazione)
- Lange schon haben meine Freunde versucht (I miei amici hanno provato a lungo), per soprano e baritono (1958, inedito)

### Musiche di scena
- Der Kinder Neujahrstraum (Il sogno del nuovo anno del bambino, rappresentazione teatrale), Op. 19, per soprano solista, contralto, tenore e baritono, coro e orchestra (1910)
- Anabasis (sceneggiato radiofonico), per flauto, clarinetto, 2 trombe, trombone, tuba, strumento a percussione e coro (1931)
- Im fernen Osten (Nel lontano Est, sceneggiato radiofonico), per flauto, 2 trombe in Do, mandolino, chitarra, 2 violini, viola, violoncello, strumento a percussione, coro e voce maschile solista (1931)
- Die Heilige von U.S.A. (Il Santo degli Stati Uniti, rappresentazione teatrale), per ensemble di strumenti a fiato, strumento a percussione, pianoforte, armonium, contralto solista e coro (1931)
- König Ödipus (Edipo Re, sceneggiato radiofonico), per 2 clarinetti, 2 trombe, 2 tromboni, strumento a percussione e archi (1931)
- Medea (sceneggiato radiofonico), per ensemble di strumenti a fiato, strumento a percussione e coro parlato (1931)
- Die Räuber (I Ladri, sceneggiato radiofonico), per 2 trombe in Do, tromba bassa o trombone e strumento a percussione (1931)
- Die Rollen des Schauspielers Seami (I Ruoli dell'Attore Seami, sceneggiato radiofonico), per flauto, clarinetto, violino, banjo, chitarra e strumento a percussione (1931)
- Turandot (sceneggiato radiofonico), per flauto, clarinetto, tromba in Do, violoncello, pianoforte e strumento a percussione (1931)
- Uli Wittewüpp (rappresentazione teatrale), per clarinetto, tromba, strumento a percussione, pianoforte e archi (1931)
- Napoleon, oder die 100 Tage (Napoleone, o i 100 giorni, sceneggiato radiofonico) (1931 o 1932)
- Das Kirschblütenfest (Il Festival del Fiore di Ciliegio, rappresentazione teatrale), per timpani, strumento a percussione, armonium e archi (1927)
- The Gates of Carven Jade o The Garden of Jade (sceneggiato radiofonico), per flauto, clarinetto, banjo, chitarra, violino e soprano solista (c. 1934)
- Guglielmo Tell (rappresentazione teatrale), per flauto, 2 clarinetti, fagotto, tromba, corno, 2 tromboni, strumento a percussione e coro (1939)

Tutte le musiche di scena sopra elencate sono inedite, ad eccezione del Das Kirschblütenfest (pub. 1927).

### Filmografia
- La grande Caterina (composta nel 1933)
- The Private Life of Don Juan (composta nel 1934)
- Little Friend (composta nel 1934)
- Sogno di prigioniero (composta nel 1935)
- Outcast (composta nel 1936)
- On Such a Night (composta nel 1937)
- The Rebel Son (composta nel 1938)
- Il fantasma di mezzanotte (composta nel 1939)
- La donna e lo spettro (composta nel 1940)
- Dr. Cyclops (composta nel 1940)
- Tenebre (composta nel 1941)
- First Comes Courage (composta nel 1943)
- Nessuno sfuggirà (composta nel 1943)
- Address Unknown (composta nel 1944)
- Il fantasma (composta nel 1945)
- La rivolta delle recluse (Women's Prison), regia di Lewis Seiler - musiche di repertorio, non accreditato (1955)